# Прегърни ме много силно
„Прегърни ме много силно“ (на испански: Abrázame muy fuerte) е мексиканска теленовела от 2000 г., създадена от Каридад Браво Адамс, режисирана от Мигел Корсега и Виктор Мануел Фульо и продуцирана от Салвадор Мехия за Телевиса.
В главните роли са Виктория Руфо, Фернандо Колунга и Арасели Арамбула, а в отрицателните - Сесар Евора, Росана Сан Хуан и Наилеа Норвинд.

## Сюжет
Кристина Алварес Ривас е красиво момиче, което живее в семейното ранчо, разположено в щата Табаско, заедно с баща си дон Севериано Алварес и майка си доня Консуело, суров човек с труден характер. Кристина е влюбена в Диего Ернандес, работник в ранчото, въпреки че знае, че баща ѝ никога няма да се съгласи с тази връзка. Чрез интригите на Ракела, прислужницата на семейството, дон Северино разбира, че Кристина има връзка с Диего. Кристина е поставена в задънена улица и признава на баща си за отношенията ѝ с Диего, но и че е бременна. За да избегне потъпкването на репутацията на дъщеря си, Северино нарежда Кристина и Ракела да заминат за града, докато тя роди.
Кристина ражда момиченце и се завръщат с Ракела в ранчото. Севериано дава пари на Ракела, за да приеме бебето – Мария дел Кармен, за своя дъщеря. Севериано лъже дъщеря си, че Ракела е открадала пари и е отвлякла детето. Кристина потъва в отчаяние, в същото време, в дома на Алварес пристига Федерико Риверо за да иска от дон Севериано ръката на дъщеря му.
Федерико и безмилостен и амбициозен човек, който планира да направи Кристина своя съпруга чрез изнудване. Федерико връща Ракела с момичето в ранчото. Той изнудва Кристина да се омъжи за него, като я запляшва, че ако откаже, никога повече няма да види дъщеря си. Кристина приема, защото иска дъщеря ѝ да е до нея, но не като майка, а като кръстница.
Федерико разбира, че Диего още търси Кристина. След като намира Кристина, Диего и тя правят планове да избягат заедно с детето си през нощта. Планът, обаче, е осуетен от Федерико, който заплашва Кристина, че ще убие Диего. Федерико предизвиква инцидент, в който Кристина ослепява, а цялото ѝ богатство преминава в неговите ръце.
Минават години, Мария дел Кармен се превръща в красиво и добро момиче, изпълнено с любов и уважение към кръстницата си Кристина, която приема за своя майка, защото Ракела винаги я е унижавала и малтретирала. Ракела, която винаги е била безскрупулна и пресметлива жена, е станала любовница на Федерико и негова съучастница в злините му. Карлос Мануел Риверо, племенник на Федерико, е млад мъж, който се връща в Мексико от чужбина, където е следвал медицина. Федерико поддържа отношения и с Дебора, привлекателно, но цинична жена, която се влюбва в Карлос Мануел. Научавайки за това, Федерико се опитва по всякакъв начин да отдели Дебора от племенника си, докато Мария дел Кармен е дълбоко влюбена в Карлос Мануел, което води до ревност в Хосе Мария Монтес, работник в имението, който е влюбен в Мария дел Кармен, още от дете.
Дебора разбира, че Карлос Мануел е влюбен в Мария дел Кармен. Вбесена, и със съучастничеството на Федерико, прибягва до всякакви хитрости, за да се разделят на младата двойка. Но въпреки всички несгоди, любовта на двамата ще бъде по-силна, отколкото която и да е интрига, защото само когато се изпитва истинска любов, можем да произнесем думите „Прегърни ме много силно“.

## Актьори
Част от актьорския състав:
- Виктория Руфо – Кристина Алварес Ривас де Риверо
- Фернандо Колунга – Карлос Мануел Риверо
- Арасели Арамбула – Мария дел Кармен Кампусано / Мария дел Кармен Ернандес Алварес
- Сесар Евора – Федерико Риверо
- Наилеа Нарвинд – Дебора Фалкон
- Арналдо Андре – Анхел Луис Роблес
- Алисия Родригес – Консуело Ривас вдовица де Алварес
- Рене Касадос – Франсиско-Хосе Браво Фалкон / Фернандо Хоакин Браво
- Елена Рохо – Дамяна Гийен / Хулиана Гуиен
- Росана Сан Хуан – Ракела Кампусано
- Пабло Монтеро – Хосе Мария Монтес
- Едуардо Сантамарина – Едуардо
- Росита Кинтана – Едувихес де ла Крус и Ферейра
- Лилия Арагон – Ефихения де ла Крус и Ферейра
- Серхио Рейносо – Ернан Муньос
- Тоньо Маури – отец Моисес
- Дасия Гонсалес – Канделария Кампусано
- Тина Ромеро – Хасинта Карийо
- Мигел Корсега – Отец Игнасио

## Премиера
Премиерата на Прегърни ме много силно е на 31 юли 2000 г. по Canal de las Estrellas. Последният 135. епизод е излъчен на 2 февруари 2001 г.

## Адаптации
Прегърни ме много силно е адаптация на историята Pecado mortal, написана от Каридад Браво Адамс. Върху същата са създадени и следните адаптации:
- Игралният филм Pecado mortal от 1955 г. С участието на Глория Марин, Силвия Пинал и Виктор Хунко.
- Теленовелата Pecado mortal] от 1960 г. С участието на Ампаро Ривейес и Тито Хунко.
- Теленовелата Нека Бог ти прости от 2015 г., продуцирана от Анджели Несма. С участието на Ребека Джонс, Сурия Вега и Марк Тачер.